# Pedro Rosselló
Pedro Rossello (1897-1970): spanyol származású svájci pedagógus, az összehasonlító pedagógia kutatója.

## Életútja
1919-től a genfi Jean-Jacque Rousseau Intézetben tevékenykedett, 1924-től megbízott előadó tanár, 1948-tól az összehasonlító pedagógia professzora. Az 1925-ben közreműködésével és irányító tevékenykedésével létesített genfi Bureau International d'Éducation-ban a nemzetközi pedagógiai dokumentáció egyik megalapítója lett. 1933-tól jelent meg szerkesztésében a francia nyelvű Annuaire International de l'Éducation (1948-tól angolul is: International Yearbook of Education) c. kiadvány. Emellett elemezte az oktatásügy globális fejlődési tendenciáit és a pedagógiai áramlatok dinamikus összehasonlításának két módszertani fokát fejlesztette ki. Nagy érdemeket szerzett mint az összehasonlító pedagógia kutatója.

## Munkáiból
- Les précurseurs du Bureau International d'Éducation. Genf, 1943.;
- La teoria de las corrientes educationes. Habana, 1960.